# Sainte-Rosalie
Pour les articles homonymes, voir Rosalie.
Sainte-Rosalie est une ancienne petite ville de la province de Québec (Canada), située en Montérégie. Son territoire est annexé à celui de la ville de Saint-Hyacinthe en décembre 2001 et constitue maintenant l'un des secteurs de cette ville. D'une superficie de 4 km2 à l'époque, la ville de Sainte-Rosalie était partiellement enclavée dans le territoire de la municipalité de paroisse de Sainte-Rosalie, elle d'une superficie de 51 km2. Située à environ 6 kilomètres à l'est du centre de Saint-Hyacinthe, on y accède par la sortie 138 de l'autoroute 20 ou par les routes 116 et 224, qui traversent son territoire.
Le village de Sainte-Rosalie est fondé en 1949, résultat du détachement de la paroisse homonyme. En 1999, il obtient le statut de ville. Le 27 décembre 2001, dans le cadre des réorganisations municipales québécoises, elle est annexée, tout comme la paroisse, à Saint-Hyacinthe.
L'église Sainte-Rosalie a été construite entre 1864 et 1869 à partir des plans de Victor Bourgeau, architecte de Montréal, qui s'était inspiré des églises de Rome, notamment en ce qui a trait aux détails de la façade.

## Toponymie
La municipalité est nommée en l’honneur de Marie-Rosalie Papineau Dessaulles (1788-1857). Marie-Rosalie est la fille cadette du notaire et arpenteur Joseph Papineau. Née en 1788, elle épouse Jean Dessaulles en mai 1816.

Toutefois, l’église et la paroisse Sainte-Rosalie est nommée en l’honneur de sainte Rosalie de Palerme, une vierge consacrée à Jésus-Eucharistie.

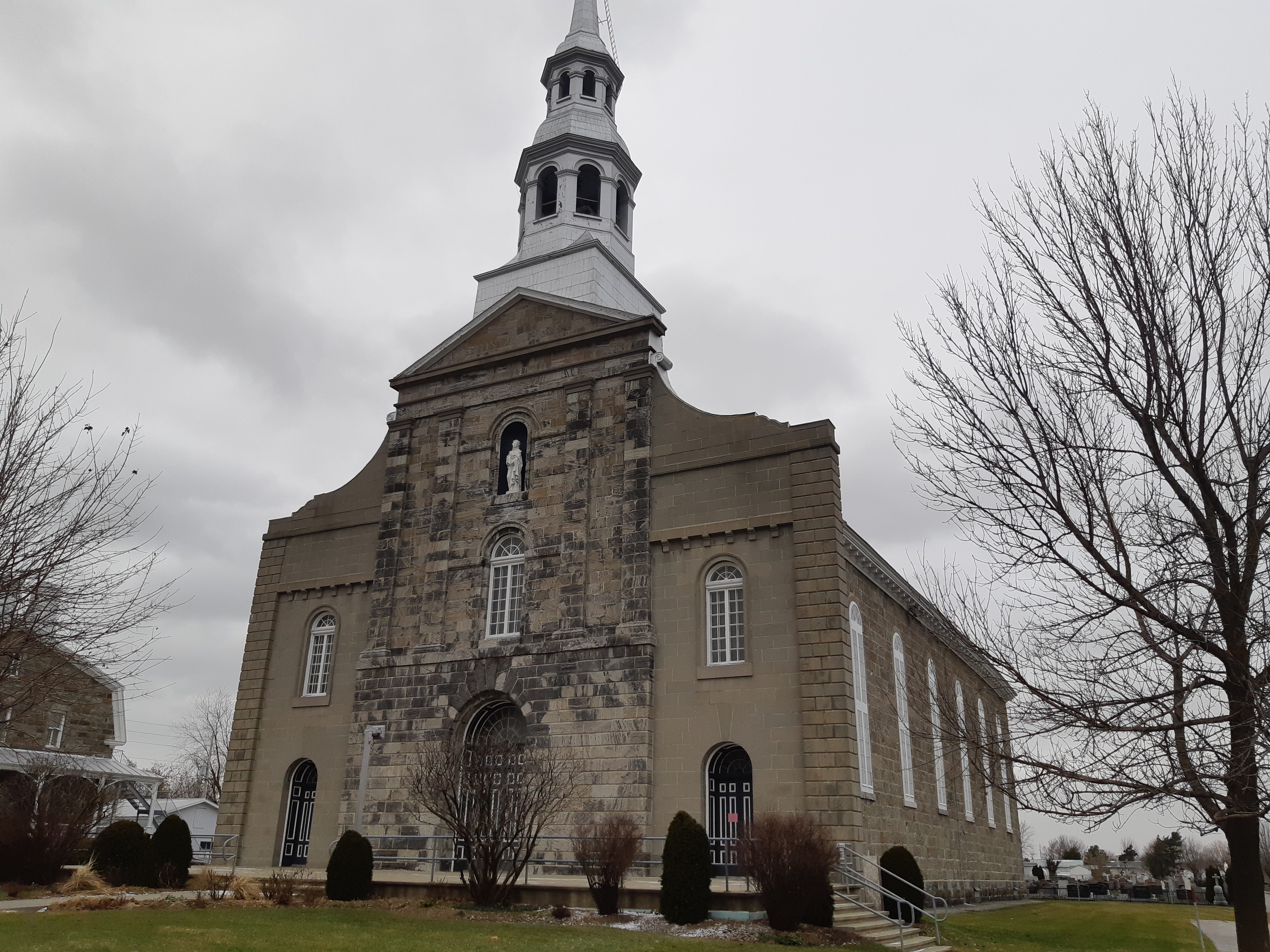
La façade de l'église Sainte-Rosalie, au cœur du village.

## Personnalités
- Sir François Charles Stanislas Langelier (1838-1915), maire de Québec et lieutenant-gouverneur du Québec.